# Mel Moya
 (mars 2025).
Mel Moya, née en 1989, est une slameuse, autrice  et rappeuse  belge originaire de la ville de Seraing en province de Liège. Elle anime des ateliers d'écriture et de slam.

## Débuts artistiques
En octobre 2018, Mel Moya découvre et s'initie pour la première fois à la pratique du slam lors d'un événement organisé à la Zone, un centre liégeois de cultures alternatives situé en Outremeuse connu pour ses soirées "micro-ouvert". 
Elle réalise ensuite des prestations rémunérées à la librairie engagée Entre-Temps, liée à l’ASBL Barricade, et passe ainsi le cap de la professionnalisation.
Mel Moya est membre du Collectif L-Slam, un collectif interculturel et intergénérationnel de poétesse belges co-fondé en 2015 par la slameuse et artiste pluridisciplinaire Lisette Lombé.
Elle se produit sur différentes scènes internationales, notamment en France, en Suisse, en Allemagne, en République Tchèque, au Bénin ou encore au Sénégal, où elle présente ses textes en musique ou a capella.

## Les ateliers d'écriture
Avec le Collectif L-Slam, Mel Moya commence à animer des ateliers d’écriture dès 2020. Les ateliers proposés par le Collectif L-Slam ont pour objectif d'inviter les femmes à prendre confiance en elles à travers la pratique artistique du slam.
Mel Moya est également particulièrement active auprès d'un public jeune, notamment en milieu scolaire en participant au projet Écrivain en classe créé par la Fédération Wallonie Bruxelles. 

## Mater Dolora
En 2023, Mel Moya publie un recueil de poésie intitulé Mater Dolorosa aux Éditions L’arbre de Diane dans la collection Les deux sœurs. Dans ce recueil, en tant qu’enfant fille et en tant que mère, elle pose sur papier le poids de tous les secrets et non-dits de son passé pour pouvoir mieux avancer, en mêlant français et sicilien.
En 2024, elle présente sur scène une adaptation de son recueil, intitulée Chrysanthème Bleu, en duo avec Lily Azam au violoncelle. Le spectacle combine hip-hop, musique classique et baroque et soulève des questions diverses en lien avec l'histoire de vie de l'artiste, comme la question du bagage culturel, de la place de la femme dans la société, des blessures intrafamiliales et de la reconstruction personnelle.

## Récompenses
2021 :
- Prix Borderlines – Euregion Poetry Slam[14] (championne de slam de l’Euregion Meuse-Rhin[15]).
- Prix Paroles Urbaines[16].

2022 :
- Finaliste du championnat belge de slam 2022[7].